# Кастрація

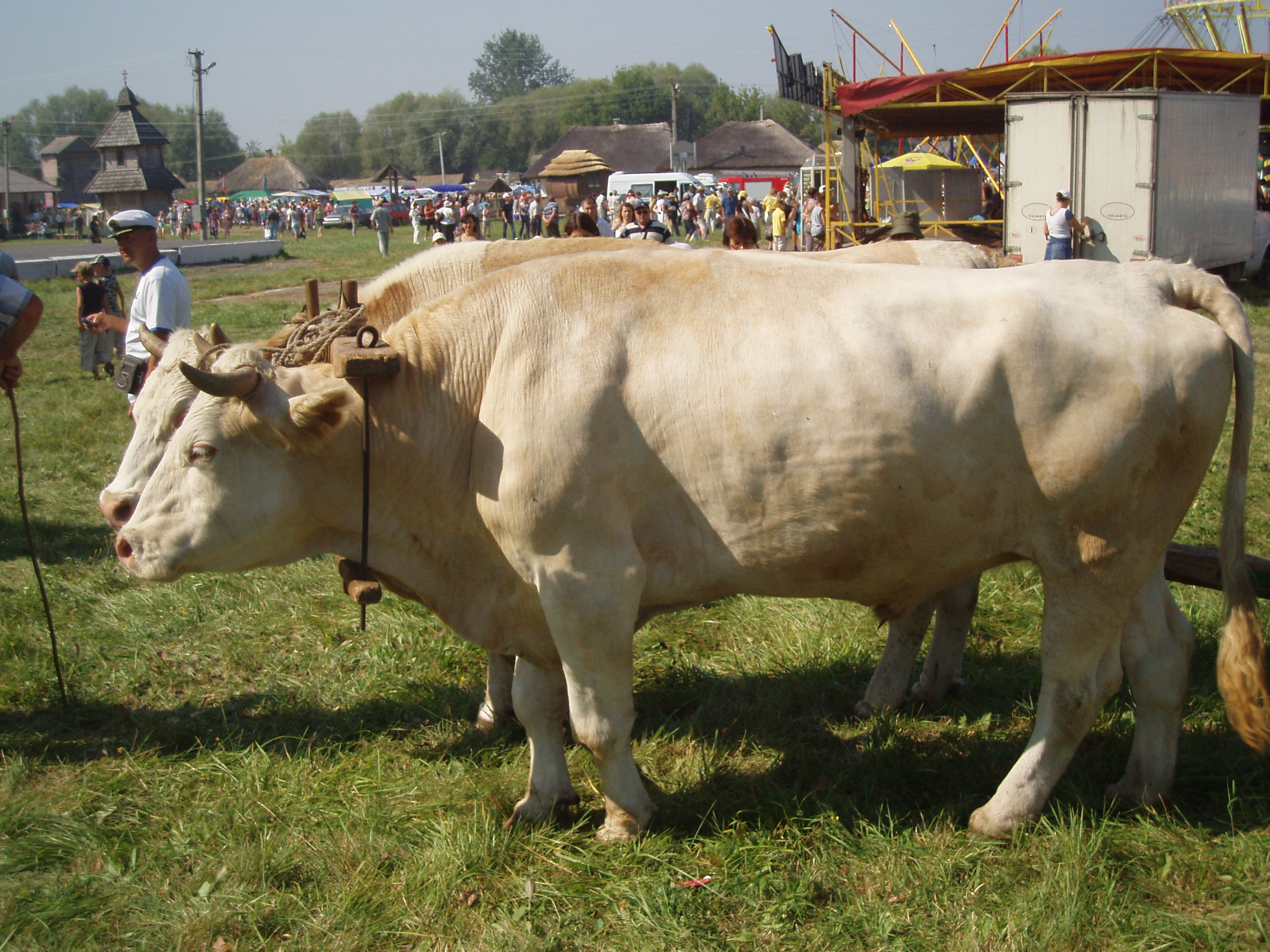
Віл — кастрований бик

Кастра́ція (лат. castratio), оско́плення — видалення статевих залоз хірургічним способом або виключення їхньої функції хімічним чи іншими методами (рентгенівським, іонізуючим опромінюванням тощо).
Внаслідок кастрації у людей і хребетних тварин або зовсім не розвиваються (якщо кастрацію здійснено до періоду статевого дозрівання; тоді вона веде до євнухоїдизму), або зникають вторинні статеві ознаки.

## Кастрація людини

### Історія

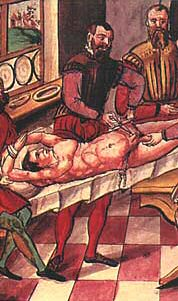
Кастрація як середньовічне покарання

Кастрація відома в суспільстві здавна, здебільшого, як засіб покарання.
Так, ще в часи Римської імперії кастрування передбачалось як покарання за злочини проти царя. Такі ж засоби покарання практикувалися й за Середньовіччя в Європі.
У країнах мусульманського Сходу (наприклад, у Османській імперії) побутувала кастрація для виховання безпечних і слухняних служників — євнухів у гаремах.
Іноді практикувалась добровільна кастрація членами релігійних сект (найчастіше нелегальних), наприклад, секта скопців у Російській імперії, що проводили обряд обіління (кастрації), й проіснувала аж до настання ХХ ст..
Напівпримусову кастрацію здійснювали з метою підготовки хористів з високим регістром голосу (дискант) задля співів у церковному або придворному хорах.

### Кастрація за сучасності
На сьогодні, хірургічна кастрація — це термін насильницького (без згоди пацієнта) видалення статевих залоз (у чоловіків — яєчок, у жінок — яєчників).
Термін орхіектомія, означає добровільне (за згодою пацієнта) оперативне втручання, яке проводять виключно з лікувальною метою (найчастіше для чоловіків, при злоякісних пухлинах статевих залоз, що збільшуються внаслідок активізації в яєчках дії тестостерона, травматичних ушкодженнях статевих органів).
Хірургічне кастрування здійснюється двома методами: шляхом розрізу на калитці або через розріз у паху.
Після кастрації зміни в організмі певною мірою усувають за допомогою препаратів статевих гормонів. Ці зміни проявляються тим більше, чим раніше зроблено кастрацію.
У зрілому віці кастрація здатна спричинити порушення обміну речовин, тяжкі розлади психіки, порушення функції статевого апарату тощо; однак статевий потяг і здатність до статевого життя іноді зберігається ще тривалий час[джерело?].
У ряді країн, зокрема мусульманських, Російській федерації і навіть європейських з боку запеклих борців з сексуальною злочинністю, наприклад з поширенням педофілії, лунають заклики та вдаються до запровадження безболісної кастрації (приміром, через опромінення або внаслідок дії хімічних реагентів), як міри покарання за вчинення названих злочинів. Так, у серпні 2008 року британський уряд дозволив проводити хімічну кастрацію на добровільній основі для педофілів, які відбули свій термін тюремного ув'язнення і готові вийти на волю. Під час хімічної кастрації ув'язненим будуть вводити різні препарати, які знімають депресію і знижують сексуальне бажання до рівня передпідліткового віку.

## Кастрація тварин

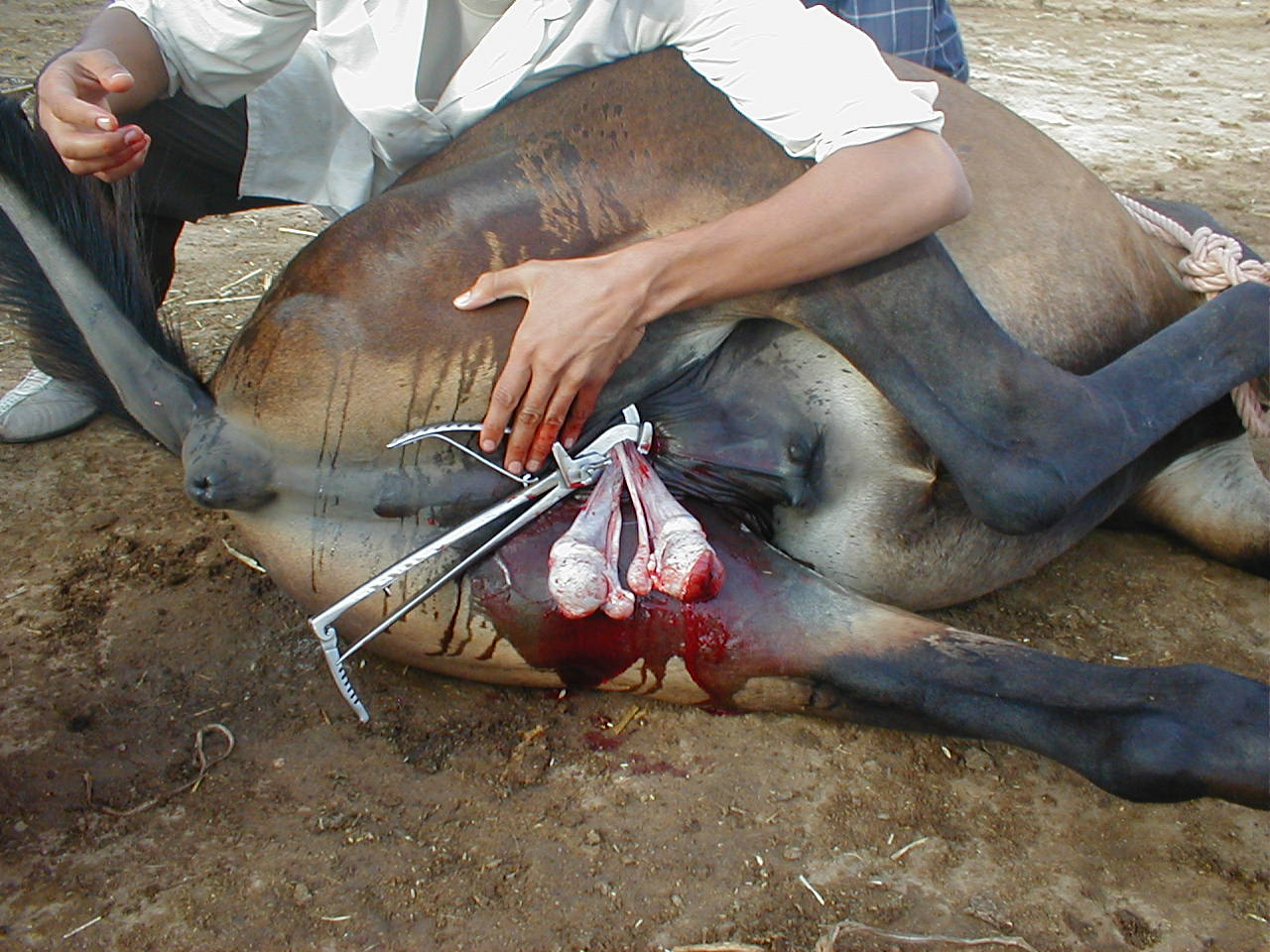
кастрація мула

Кастрацію тварин провадять з економічною та лікувальною метою. Кастровані тварини спокійніші, краще відгодовуються; вважається, що їхнє м'ясо смачніше і поживніше, позбавляється неприємного специфічного запаху, від них настригають більше вовни.
Жеребців каструють у віці 3—4 років, бичків для відгодівлі — в 2—5 місяців, для роботи — в 1—2 роки, баранів і козлів — у місячному віці, кнурців — у віці 3—4 тижнів, свинок — у 4—6 місяців, півнів — у 40 днів.
Кастрованого самця коней називають мерином, свійського бика — волом, свиней — кабаном, овець — валухом, або чуваком, курей (півня) — каплуном, кастровану курку — пулярдкою.
Оскільки мули безплідні, нерідко проводять їхню кастрацію.
Подеколи, в тому числі і за рекомендаціями ветеринарів, провадять кастрацію кімнатних тварин — собак і котів.